# Bronislaw Ferdynand Trentowski

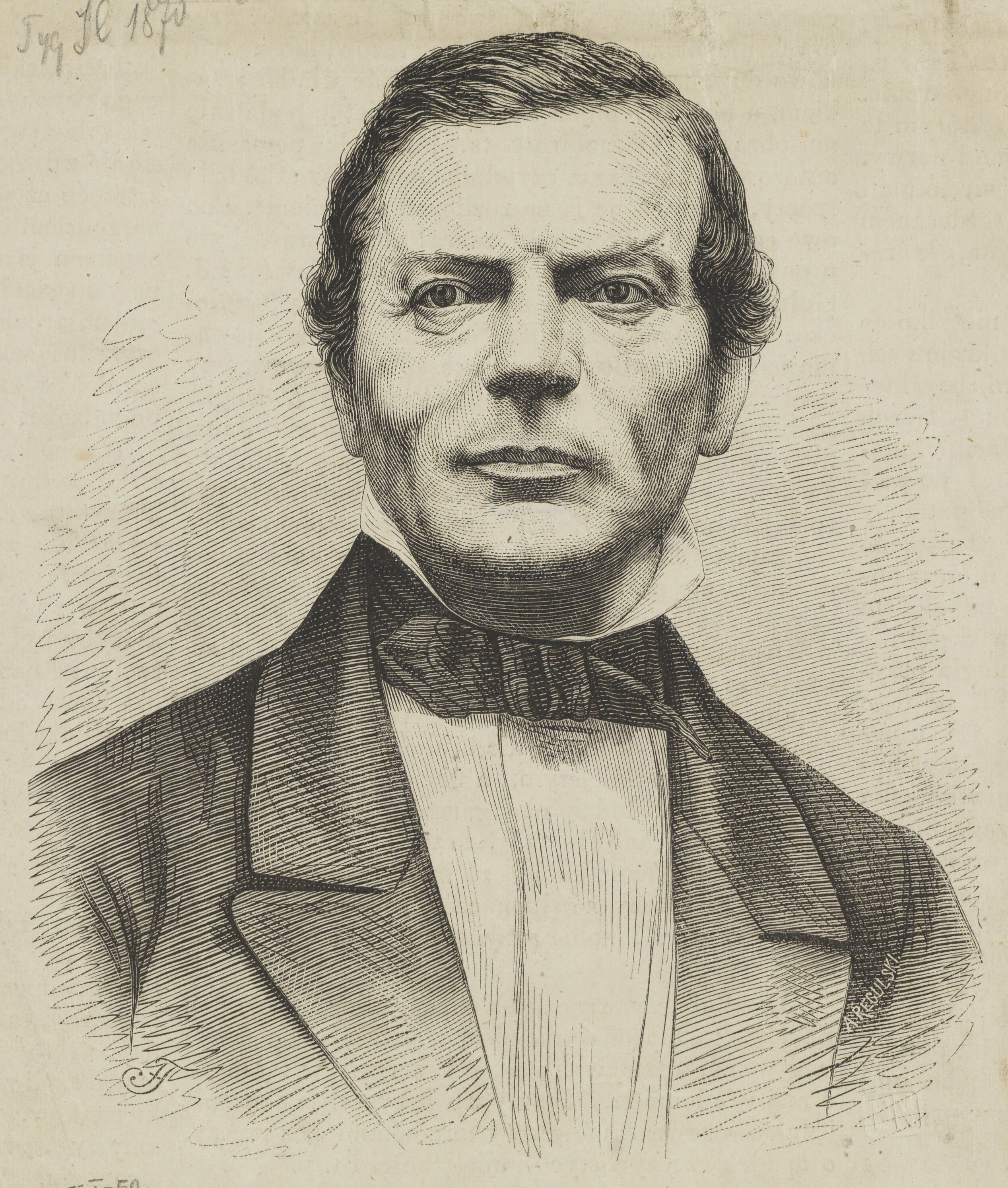
Bronisław Ferdynand Trentowski

Bronisław Ferdynand Trentowski (* 21. Januar 1808 in Opole; † 16. Juni 1869 in Freiburg im Breisgau) war ein polnischer Philosoph, Pädagoge, Journalist und Hauptvertreter der messianistischen Nationalphilosophie Polens.

## Leben
Bronisław Trentowski war Absolvent des Piaristen-Gymnasiums in Łuków, studierte an der Warschauer Universität Philosophie und Philologie und wurde am Gymnasium von Szczuczyn Lehrer für Lateinische Sprache, Geschichte und Polnische Literatur. Mit Ausbruch des Novemberaufstands 1830 diente er im Ulanen-Regiment und flüchtete 1831 als einer von ca. 50.000 Emigranten über Königsberg und Heidelberg nach Freiburg im Breisgau, um an der dortigen Universität zunächst als Assistenzprofessor, dann zwischen 1836 und 1840 mit erfolgter Habilitation Philosophie zu lehren. Seine Absicht, nach Polen zurückzukehren, scheiterte, als er nach reger Vortragstätigkeit 1843 aus Posen und 1848 aus Krakau ausgewiesen wurde. Zurück in Freiburg blieb er der Stadt bis zu seinem Tod 1869 treu und verfasste zahlreiche philosophische Werke und Zeitschriften.
1838 wurde er in die Freiburger Freimaurerloge Zur edlen Aussicht aufgenommen, die seine Tätigkeit in der Folge bis zum Lebensende stark prägte; er bekleidete dort engagiert die Ämter des Redners und des Stuhlmeisters.

## Wirken
Trentowski publizierte sein erstes Werk Grundlagen der universellen Philosophie 1837 in deutscher Sprache, während er ab 1842, beginnend mit seiner Chowanna, Erstveröffentlichungen vorwiegend in polnischer Sprache abfasste.
Ausgehend von einer Kritik an den Thesen des Hegelianismus und des Messianismus erzeugte Trentowski unter Berücksichtigung der schottischen und Schellings Philosophie durch Verwebung und Weiterentwicklung derselben ein neues Gerüst. Er entwickelte auch das Konzept einer idealistischen, sogenannt Nationalen Philosophie, d. h. einer Philosophie, die den besonderen Eigenschaften des jeweiligen Volkes Rechnung tragen sollte. Er wurde hierin durch Cieszkowski, Liebelt und Kremer, im Besonderen aber durch den Messianisten Hoëné-Wronski gestützt. Ein Schwerpunkt seiner Philosophie war Universalität, also das Auflösen von einseitigen Deutungen, im Speziellen die Einseitigkeit der Philosophiegebäude von Realismus versus Idealismus, von Objektivismus versus Subjektivismus, von Erfahrung versus Nachdenken und von Empirismus versus Metaphysik. Er strengte sich an, im Sinne seiner freimaurerischen Erfahrungen, Brücken zwischen den scheinbaren Gegensätzen zu bauen und Synthesen zu erwirken.

## Werke (Auswahl)
- 1837, Grundlage der universellen Philosophie, Karlsruhe
- 1838, De vita hominis aeterna, Freiburg
- 1840, Vorstudien zur Wissenschaft der Natur, Leipzig, Bd. 1–2
- 1842, Chowanna, czyli system pedagogiki narodowej (Chowanna, oder das System der Nationalpädagogik, Bd. 1–2, Posen), 2. Auflage 1846
- 1843, Stosunek filozofii do cybernetyki, czyli sztuka rządzenia narodem (Die Verbindung von Philosophie und Kybernetik, oder die Kunst eine Nation zu führen)
- 1844, Myślini, czyli całokształt logiki narodowej (Myślini, oder die komplette Nationallogik, Bd. 1–2) (Digitalisat)
- 1845, Urywki polityczne, Herausgeber Księgarnia Słowiańska, Paryż, Fundort ‚‘Biblioteka Uniwersytecka w Poznaniu’’
- 1847, Wizerunki duszy narodowej z końca ostatniego stulecia (Bilder der Nationalseele des vergangenen Jahrhunderts)
- 1847–48, Wiara słowiańska, czyli etyka piastująca wszechświat (Der Slawische Glaube – oder die Ethik, die das Universum regiert)
- 1848, Przedburza polityczna (Der Ansatz des politischen Sturms)
- 1866–1867, mit Aug. Ficke: System der Freimaurerei der Loge „Zur edlen Aussicht“ in Freiburg im Breisgau. H. M. Poppen & Sohn, Freiburg im Breisgau 1866–1867 (Digitalisat)
- 1873 posthum, Die Freimaurerei in ihrem Wesen und Unwesen
- 1873–81 posthum, Panteon wiedzy ludzkiej... (Der Pantheon des menschlichen Wissens Bd. 1–3)
- 1965 posthum Bożyca (Das Gottesbuch, Fragmente)